# Dva druga
Dva druga (Два друга) è un film del 1954 diretto da Viktor Vladislavovič Ėjsymont.